# Уолтон, Эрнест
Эрне́ст То́мас Си́нтон Уо́лтон (англ. Ernest Thomas Sinton Walton; 6 октября 1903 — 25 июня 1995) — ирландский физик, лауреат Нобелевской премии по физике 1951 года (совместно с Джоном Кокрофтом).

## Ранние годы
Родился в городке Дангарван в Ирландии. Его отец был священником методистской церкви. Почти всё своё детство Уолтон провёл в Ольстере. В то время было принято, что семьи священников переезжали с места на место каждые 3 года. Таким образом, Эрнест учился в нескольких школах в графствах Доун и Тирон и в Дублине. С 1915 до 1921 года он учился в методистком колледже Белфаста.
В 1922 году Уолтон выиграл стипендию и начал изучать физику и математику в Тринити-колледже Дублина, где получил диплом бакалавра в 1926 году и магистерский диплом в 1927 году. За годы обучения в Тринити-колледже Уолтон получил семь наград за успехи в изучении физики и математики. После получения диплома Уолтон был принят в аспирантуру Кембриджского университета в Кавендишскую лаборатория под руководство Эрнестa Резерфордa. Уолтон получил степень доктора философии в 1931 году и проработал исследователем в Кембридже до 1934 года.

## В Тринити-колледже
Уолтон вернулся в Ирландию в 1934 году и стал членом факультета физики Тринити колледжа в Дублине. В 1946 году он был назначен профессором с почётным званием профессор натуральной и экспериментальной философии Тринити колледжа в Дублине. Уолтон был великолепным лектором, он умел подать сложные вопросы физики в простой и лёгкой для понимания манере. Однако, возможности для проведения экспериментальных исследований в Дублине были очень ограничены. Уолтон занимался исследованиями эффекта фосфоресценции в стёклах, вторичной электронной эмиссии с поверхности под воздействием ионной бомбардировки и развитием метода радиоуглеродной датировки и методов измерения радиоактивности (low level counting) тонких плёнках на стекле.

## Награды

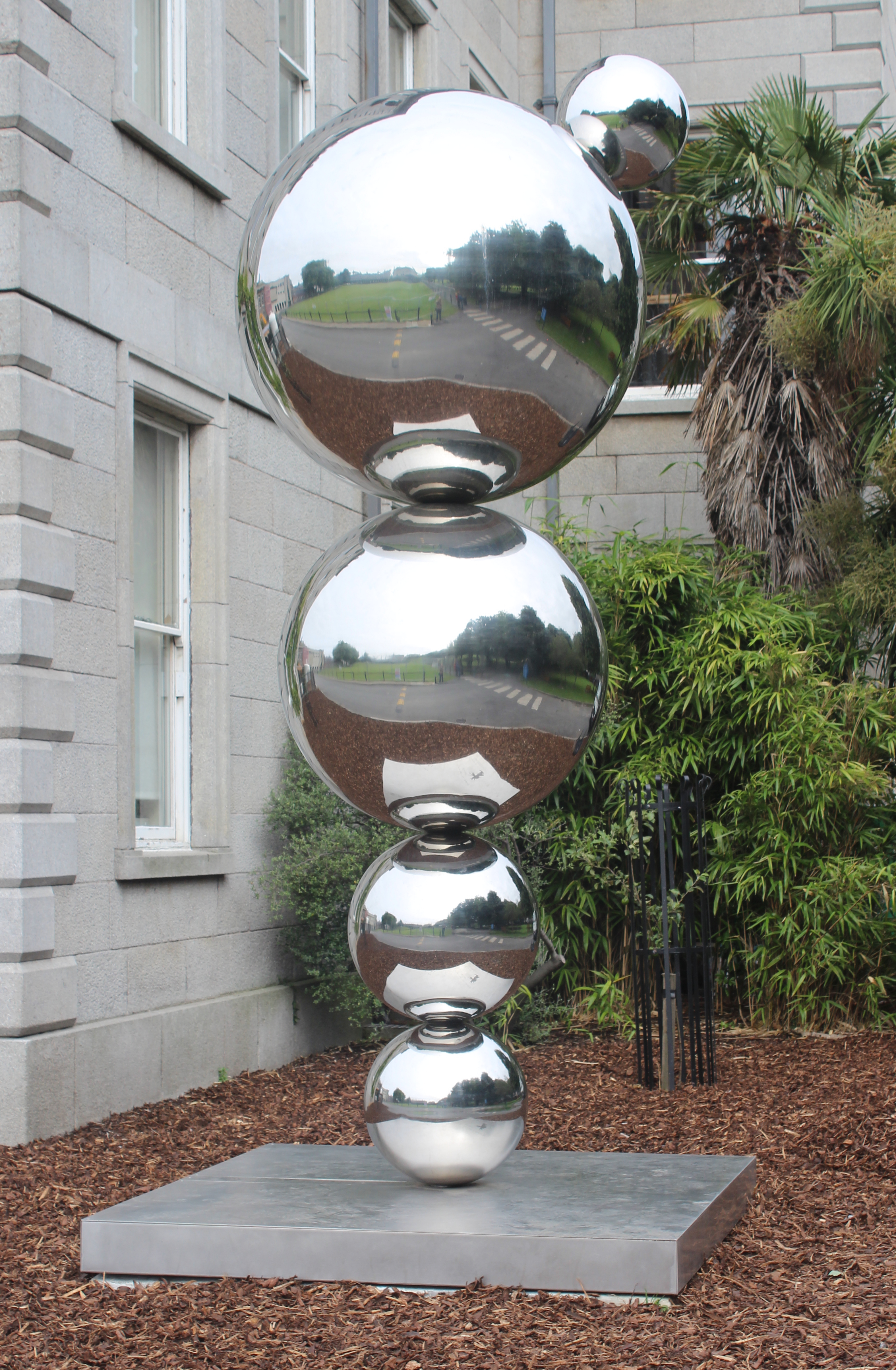
Памятник Уолтону, Тринити-колледж (Дублин)

В 1951 году Эрнест Уолтон и Джон Кокрофт получили Нобелевскую премию по физике за свои «работы по трансмутации атомных ядер с помощью искусственно ускоренных частиц», проще говоря, за разрушение атомных ядер. На созданной ими установке впервые в мире в 1932 году было расщеплено ядро Li путём бомбардировки его протонами и исследованы продукты реакции (гелий). Практически одновременно такой же эксперимент впервые в СССР был проведён в УФТИ.
Уолтон и Кокрофт также получили медаль Хьюза Лондонского королевского общества в 1938 году. В более поздние годы, особенно после отставки с поста профессора в 1974 году Уолтон получил почётные степени от множества университетов и институтов мира.

## Общественная деятельность
В 1992 году подписал «Предупреждение человечеству».